# スマホATM
スマホATM（スマホエーティーエム）は、ATMにおいて、キャッシュカードに代わりスマートフォンを用いて取引を行なうもの。2017年にauじぶん銀行（当時じぶん銀行）がセブン銀行ATMにて初めて採用し、以降、広がりを見せている。

## 導入経緯
国内では2000年代に、ICキャッシュカード内のICチップへ生体情報（主に静脈情報）を書き込む形の生体認証ATMが登場した。しかし、2020年代以降、それを廃止し、スマホATMへ変更する動きがある。ゆうちょ銀行は、2023年5月14日を以て指静脈認証を取り止め、翌5月15日からスマホATMサービスを開始した。
静脈認証方式を取り止めることについて、ゆうちょ銀行は「顧客の利用状況などを踏まえて判断した」と説明している。同じく2023年5月13日に手のひら静脈認証方式のATMサービスを終了した三菱UFJ銀行は、ピーク時の2007年に比べて利用者が3分の1程度に減少していること、キャッシュカード偽造防止技術の高度化で手のひら静脈認証の必要性が薄れたこと、ATMへ専用装置を取り付けることへの費用負担を挙げている。
静脈認証方式は、金融機関によって指もしくは手のひらのどちらかを利用する形式が採られ、両者に互換性がなかったためコンビニATMへの導入は静脈認証を導入している一部金融機関が設置しているものに留まっていた。さらにキャッシュカード本体（ICチップ内）に静脈情報が登録されるため、カードが発行・更新されるとその都度登録のために店舗へ来店する必要があるなど、利用者にとっても利便性に欠ける点があった。
これに対しスマホATMは顧客・銀行双方に下記の利点がある。
- 顧客 - 自身のスマートフォンのみで登録が済み、来店不要である
- 銀行 - アプリの開発負担はあるものの、店頭やATMへの生体情報登録／読取装置の設置が不要

また背景として、iOSのTouchID／FaceID、Androidの生体認証システムといった、標準的な生体認証機能を持つスマートフォンが利用者の間に普及したことが挙げられる。
2017年より、消費者金融系カードローンの借り入れ・返済においても、スマホATMが利用可能となった。

## 操作内容
スマホATMは、キャッシュカードを使わずにATMでの入出金が可能。操作方法は概ね以下のとおり。
- 前提

1. 自身が口座を持つ金融機関のアプリを、スマートフォンにインストール
2. アプリを用いて本人認証を行なう。インストールしたスマートフォンが口座名義人自身のものであることを証明するため

- 取引

1. ATMにて「スマートフォンでの取引」等を選択
2. スマートフォンで銀行アプリを立ち上げ、取引内容（入金or出金）を選択し、金額を入力
3. ATM画面に表示されるQRコードをアプリで読み取る
4. コンビニATMの場合は、企業番号をATMへ入力
5. 暗証番号をATMへ入力
6. 入金または出金を実施

イオン銀行は、QRコードの代わりにNFC機能を用いていた（2025年3月12日サービス終了）

## 特徴
スマホATMは、従来のキャッシュカードを用いた方法と比較し、以下のメリット・デメリットが存在する。

### メリット
- キャッシュカードの持ち歩きが不要
- アプリ起動時にスマートフォンの生体認証を伴うため、盗難時に不正利用される危険性が低い
- 認証要素として「記憶情報（知識情報）」「所持情報」「生体情報」の3要素を用いており、キャッシュカード（記憶情報と所持情報の2要素）よりも頑健性が高い

### デメリット
- 本人認証等の初期登録操作が必要
- キャッシュカード取引より操作が煩雑である
- 入金と出金のみの対応である。振込等の取引には対応していない
- 対応がコンビニATMのみで、自行のATMはスマホATMに対応していない場合がある（後述）

## 導入金融機関
スマホATMの導入金融機関等は、以下のとおり。

### ネット銀行
- auじぶん銀行 - 日本初対応[8]。2017年3月27日開始、セブン銀行ATMに対応[9]。2020年8月24日、ローソン銀行ATMにも対応[10]。ローソン銀行として初めてのスマホATMサービス。
- 住信SBIネット銀行「アプリでATM」 - 2020年10月29日開始、セブン銀行ATMとローソン銀行ATMに対応[11]。
- PayPay銀行「カードレスATM」 - 2021年4月5日開始、セブン銀行ATMに対応[12]。2021年11月29日、ローソン銀行ATMに対応[13]。
- みんなの銀行 - 2021年5月28日開始、セブン銀行ATMに対応[14]。
- UI銀行 - 2022年10月17日開始、セブン銀行ATMに対応[15]。2024年11月25日、ローソン銀行の接続開始[16]と同時に対応[17]。
- GMOあおぞらネット銀行 - 2023年5月15日開始、セブン銀行ATMに対応[18]。

### 地方銀行等
- 西日本シティ銀行 - 2022年2月7日開始、セブン銀行ATMに対応[19]。
- きらぼし銀行 - 2022年5月16日開始、セブン銀行ATMに対応[20]。
- 島根銀行(スマートフォン支店のみ) - 2022年9月26日開始、セブン銀行ATMに対応[21][22]。2022年11月21日、ローソン銀行ATMに対応[23]。
- 四国銀行 - 2022年10月17日開始、セブン銀行ATMに対応[24]。
- 福井銀行 - 2023年7月24日開始、セブン銀行ATMに対応[25]。
- 南都銀行 - 2024年4月1日開始、セブン銀行ATMに対応[26]。
- トマト銀行 - 2024年4月2日開始、セブン銀行ATMに対応[27]。ウォレット機能「WalleToma（ウォレトマ）」へチャージした残高をスマホATMで出金する形式。
- 山陰合同銀行 - 2024年10月29日開始、セブン銀行ATMに対応[28]。
- 福島銀行 - 2024年11月1日開始、セブン銀行ATMに対応[29]。2024年11月11日、ローソン銀行ATMに対応[30]。

以上の銀行は自行のATMはスマホATM非対応。
- ふくおかフィナンシャルグループ（福岡銀行・熊本銀行・十八親和銀行） - 2025年1月15日開始、セブン銀行ATMに対応[31][32]。2025年3月17日、福岡銀行ATMに対応[33]。2025年4月1日、熊本銀行・十八親和銀行ATMに対応。セブン銀行と自行ATM双方への対応は初めて。

鹿児島銀行は、2016年3月1日よりスマートフォンを利用したサービスを一部自行ATMで対応しているが、引出のみのサービスであり預入などには対応していない。
北越銀行は、2018年2月1日に地方銀行として初めてスマホATM（セブン銀行）の対応を開始したが、第四北越銀行に合併改称後、2020年12月30日を以て取り扱いを終了した。
北越銀行、西日本シティ銀行、きらぼし銀行、四国銀行、福井銀行、山陰合同銀行の各アプリは、NTTデータの金融機関向けバンキングアプリ「My Pallete」をベースとしている。
島根銀行のアプリは、SBIグループのSBIネオファイナンシャルサービシーズが提供している。南都銀行のアプリはSBIネオファイナンシャルサービシーズと日本IBM、およびSBIグループと日本IBMが共同出資したSBI FinTech Incubationが開発した。福島銀行へは、SBIグループのSBI地方創生バンキングシステムとフューチャーアーキテクトが構築した勘定系システムの元、SBIネオファイナンシャルサービシーズがスマホアプリを提供している。
トマト銀行のウォレット機能「WalleToma（ウォレトマ）」は、アプラスが提供する「BANKIT」をベースとしている。
ふくおかフィナンシャルグループは、日本IBMと協業の元、内製（インハウスエンジニア）によってアプリ開発を実施している。

### その他銀行
- イオン銀行「スマッとATM」 - 2018年9月20日開始[51]。自行ATMのみ対応。国内初のNFC機能を用いた方式。対応OSはAndroidのみ。日本ATMとの共同開発[52]。イオン銀行ATM全てが対応しているわけではなく、公式ホームページなどで対応可否の確認要。2023年2月15日からフィッシング詐欺対策のため新規登録及び機種変更登録が停止されており[53]、2025年3月12日を以てサービス終了[54]。
- セブン銀行 - 2020年4月20日開始[55]。
- ブラジル銀行在日支店 - 2022年8月22日開始、セブン銀行ATMに対応[56]。
- ゆうちょ銀行 - 2023年5月14日開始[2]。自行ATMのみ対応。セブン銀行、ローソン銀行の両ATMには非対応。ファミリーマート及びデイリーヤマザキ内のゆうちょ銀行ATMは対応。
- SBJ銀行 - 2024年10月28日開始、セブン銀行ATMに対応[57]。

ローソン銀行は、自行口座からはスマホATMを使用できない。

### 消費者金融系カードローン
- 三井住友カード（SMBCモビット） - 2017年5月15日開始、セブン銀行ATMに対応[59]。2022年3月28日、ローソン銀行ATMに対応[60]。
- SMBCコンシューマーファイナンス（プロミス） - 2017年9月26日開始、セブン銀行ATMに対応[61]。2020年8月24日、ローソン銀行ATMに対応[62]。
- 新生フィナンシャル（レイク） - 2018年5月10日開始、セブン銀行ATMに対応[63]。
- アイフル - 2018年5⽉21⽇開始、セブン銀行ATMに対応[64]。2020年9月14日、ローソン銀行ATMに対応[65]。
- アコム - 2021年10月11日開始、セブン銀行ATMに対応[66]。2025年3月31日、ローソン銀行ATMに対応[67]。
- オリックス・クレジット - 2022年3月22日開始、セブン銀行ATMに対応[68]。2023年9月19日、ローソン銀行ATMに対応[69]。